# 비스티 보이즈
비스티 보이즈(Beastie Boys)는 미국의 힙합 그룹이다. 래퍼는 Mike D, MCA, Ad-Rock 3명, DJ는 Mix-Master Mike이다. 1979년 'Young Aborigines'라는 이름의 하드코어 펑크 그룹으로 시작했으며, 1981년에 팀 이름을 지금의 이름으로 바꿨다. 1984년에 힙합 장르로 전환했다.

## 경력

### 1981–1983: 결성과 초창기
비스티 보이즈는 1978년 결성된 펑크밴드 'Young Aborigines'가 전신이 되는 그룹으로써 1984년이 되기 전까지는 펑크 밴드로 활동하였다.
멤버 수는 4명에서 3명으로 줄었는데 처음에는 베이스:아담 요크(영어: Adam Yauch), 드럼:케이트 쉴렌바흐(영어: Kate Schellenbach), 보컬: 마이클 다이아몬드(영어: Michael Diamond), 기타: 존 베리(영어: John Berry)로 이루어져 있다가 존 베리 가 탈퇴 후 다른 밴드에서 활동하고 있던 애드 락 (Ad-Rock) 이 비스티 보이스와 친분이 높아 새 기타리스트로 들어온다.
그러다 드러머까지 빠지며 3명의 멤버만 남았을 때 데프잼 레코드에서 프로듀서를 맡고 있던 릭 루빈 밑으로 들어가게 되고, 처음으로 싱글 'Rock Hard'를 녹음 후 발표한다.(데프잼 레코드는 이로 인해 더 유명한 회사가 되었다.)

### 1984–1987: 데프잼과의 계약 그리고Licensed to Ill
1984년 싱글 'Rock Hard'의 발매 이후 주목을 받은 그들은 1985년 경 힙합 음악을 다룬 영화에 들어갈 노래인 'She's On It'을 발표한다. Krush Groove에서 이 노래를 처음 선보였는데 큰 주목은 없었다. 그리고 1년 뒤
1986년 1집 Licensed to Ill 이란 앨범을 발표하고 힙합 가수로써의 활동을 이어가기 시작했다.
1집 앨범이 처음 나왔을 당시는 많은 주목을 받지는 않았다.
하지만 그들의 1집 앨범 1번 트랙인 'Fight For Your Right'이 인기를 얻으면서 앨범의 인지도가 상승하기 시작했다.
그 이후 몇 달도 채 안 돼서 그들은 빌보드 앨범차트 1위를 달성한다.
1집의 성공으로 이들은 힙합계에 한 발짝 다가서는 계기가 되었고, 같은 소속사 선배이자 동료인 런 디엠씨와 함께 런던에 콘서트를 하기도 했다. 하지만 이들이 올 당시에 런던이나 유럽 지역에서는 이들이 오는 것을 경계하기도 하였다.
또, 비스티 보이즈가 클럽 파티 당시 난동을 피웠다는 이유로 경찰에 잡혀가기도 했다.

### 1988–1989: 캐피털 레코드로 이적 그리고Paul's Boutique

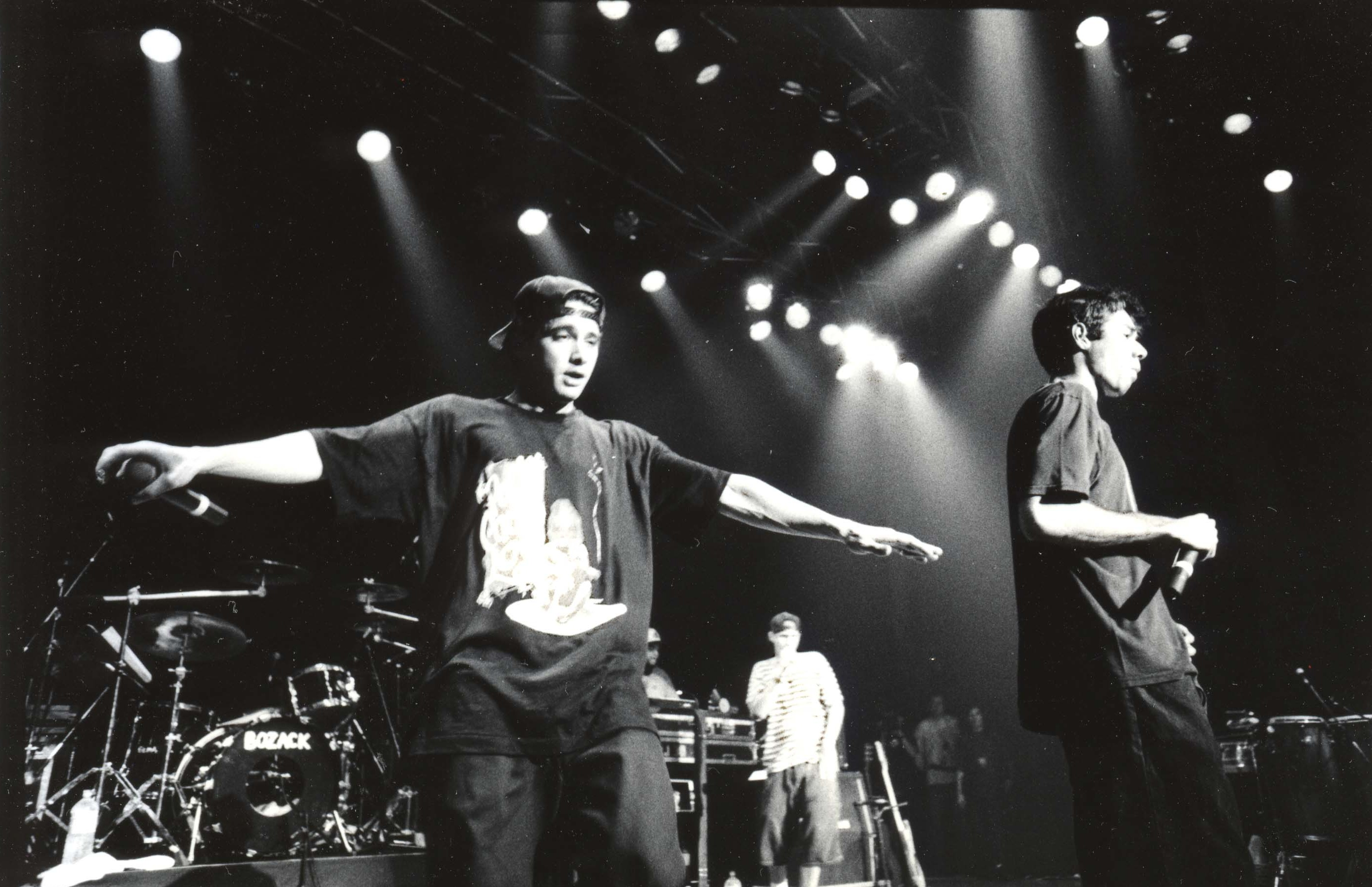
The Beastie Boys at Club Citta Kawasaki, Japan
Check Your Head tour Photo: Masao Nakagami, September 16, 1992

1989년에는 데프잼과 관련한 여러 경제적 갈등과 소송 등으로 인해 소속사를 캐피털 레코드로 옮기고 2집 앨범 Paul's Boutique를 발매했다. 2집 앨범은 조금 더 힙합 그룹 다운 면모를 보이기 위해 Shadrach, Shake Your Lump, High Plains Drifter 같은 올드스쿨 풍의 노래들을 대부분 수록하였다.

### 1990–1996:Check Your Head그리고Ill Communication
후속 앨범인, Check Your Head는 밴드 자신의 "G-Son" 스튜디오에서 녹음되었다.
3집 때는 키보디스트 Money Mark를 멤버로 추가 하고 퍼커션에는 사이프레스 힐의 멤버인 Eric BoBo가 들어왔다. 또 다른 드러머에는 'Awol'가 들어왔다.
그들은 1, 2집과 달리 멤버 모두가 드러머, 기타리스트, 베이시스트 등 여러 악기 연주자로 변신하며 예전 펑크 밴드 활동당시 처럼의 모습으로 되돌아가기도 했다.
그들은 3집앨범에 힙합뿐 아니라 록 장르의 노래들도 많이 채웠고, 장르도 다양하게 바꿨다.
하드코어 펑크풍으로 리메이크 된 'Time For Livin'이나 랩 + 록의 콜라보레이션을 보여준 So what cha want, 뉴 메탈의 시초라 할 수 있는 랩 + 하드코어 펑크 풍의 Gratitude 등 여러 장르의 곡들을 앨범에 수록하였다.
1992년에는 3집앨범 콘서트로 일본과 미국 등에 있는 여러 지역에 콘서트 투어 (Check Your Head 투어)를 다니기도 하고, 영국에서 열린 'Reading Festival'에 참가하기도 하였다. 또한 비스티 보이스의 자사 레이블인 '그랜드 로얄'을 설립하기도 했다.

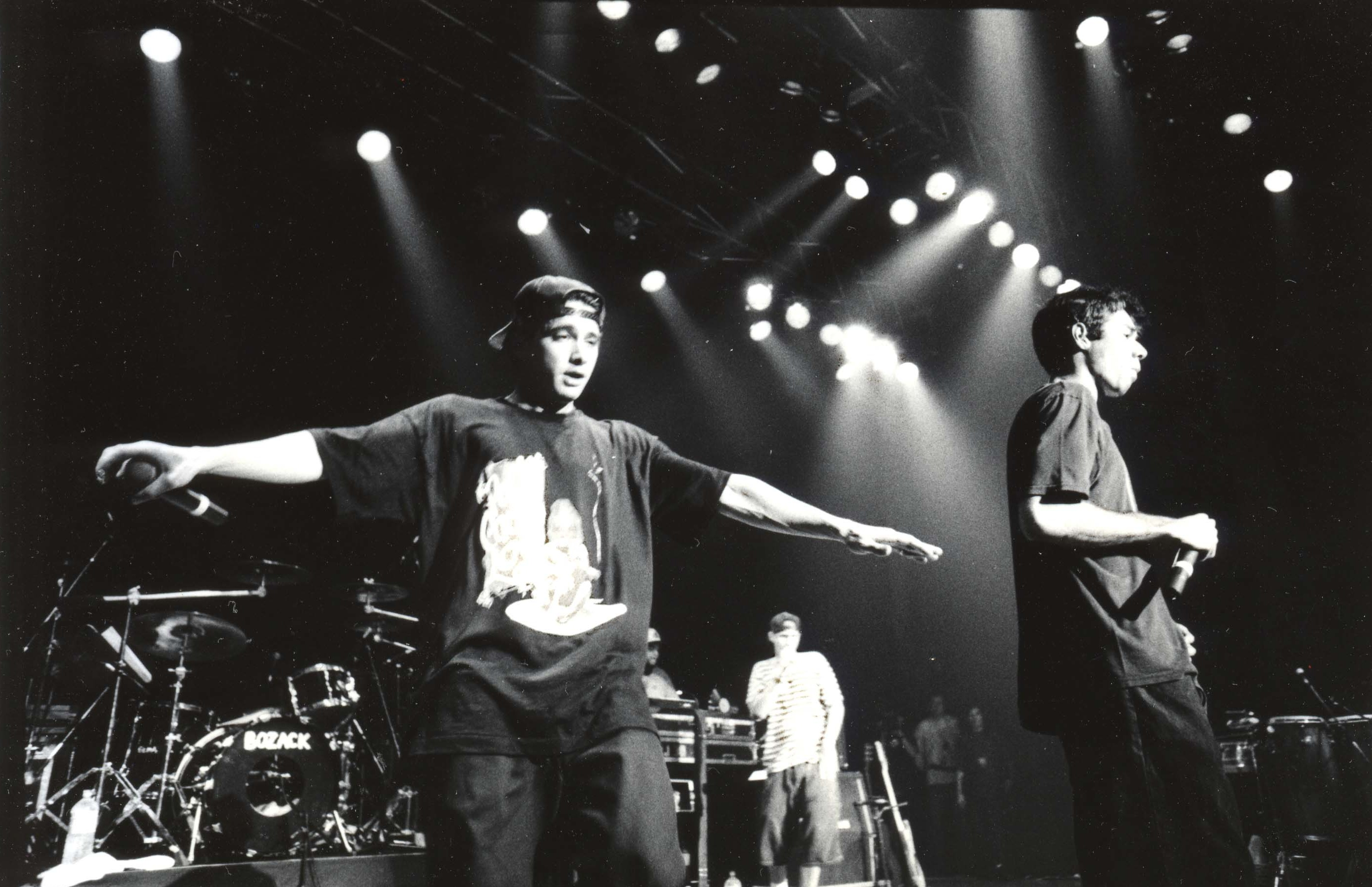
Beastie Boys In Japan Tour (1992)

이 콘서트는 1993년까지 이어졌으며 1993년에는 4집 앨범 작업에 돌입하게 된다.
1993년에서 1994년까지 4집 앨범 작업을 마치고 마침내 1994년 5월 비스티 보이스의 4집 앨범 Ill Communication 이 발매된다. 4집역시 3집보다 더 많은 장르의 곡들을 샘플링하였었는데 재즈 연주가 Jimmy Smith의 'Root Down' 을 샘플링 하여 랩을 붙여서 힙합 풍으로 편곡하기도 하였고, Jeremy Steig의 'Howlin' for Judy'라는 플루트 연주곡과, 런 디엠씨의 'Rock The House', Spoonie Gee의 Spoonin' Rap 등 여러 곡을 샘플링 하여 'Sure Shot' 이란 곡을 만들었다.
그리고 Gratitude에 이어서 4집때도 랩 + 하드코어 펑크 풍의 Sabotage라는 곡을 만들었다.
이들의 뮤직비디오는 많은 인기를 얻어 1994년 개최된 비디오 뮤직 어워드에서 수상후보로 여러번 거론되었으나 무관에 그쳤다. 이들은 4집앨범으로 빌보드 앨범차트 1위에 오른다.
비스티 보이스는 1994년부터 1997년까지'Ill Communication 투어'를 다니기 시작했는데 투어를 하는 동안 미국의 롤라팔루자 페스티벌과, 영국의 글래스톤베리 페스티벌에 참가하기도 하였다. 그리고 투어를 하는 동안 1996년에 항상 티베트에 대하여 각별한 관심을 보이던 멤버 Mca가 티베트의 자유독립을 기원하기 위해 락 페스티벌 티베탄 프리덤 콘서트를 직접 개최하기도 하였다.
이때부터 퍼커셔니스트가 'Eric BoBo'에서 다른 사람으로 바뀌었는데 이름은 Alfredo Ortiz이다.
티베탄 프리덤 콘서트에는 라디오헤드, RATM, 블러 등 여러 유명 밴드들도 참가하였다. 1997년부터는 5집 앨범 작업에 돌입하고, 초기 DJ이었던 'DJ Hurricane'] 이 탈퇴하고, 'Mix Master Mike'가 새로운 DJ로 들어오게 되었다.

### 1997–2001:Hello Nasty
1998년에 5집 앨범 Hello Nasty가 발표되었다.
Hello Nasty에는 예전 아디다스 CF에서도 삽입된 Body Movin'과 'DJ 믹스 마스터 마이크'와 함께 만든 곡인 3 Mc's 1 DJ와, 펑크 록 느낌의 Remote Controll이 수록 되기도 하였다.
1998년부터 1999년까지는 'Hello Nasty 투어'를 다니게 된다. 98년 열린 레딩 페스티벌에 참가,그리고 영국의 글래스고, 호주 시드니등 여러 지역으로 투어를 돌고, 99년 티베탄 프리덤 콘서트를 개최했다.

### 2002–2008:To the 5 Boroughs그리고The Mix-Up
비스티 보이스는 2003년부터 6집 앨범 작업에 돌입한다.
그리고 2004년 6집 앨범 To the 5 Boroughs가 발매된다.6집 앨범은 정규 트랙 15개 싱글 보너스 트랙 6개로 나뉘어 있다.
2004년 10월에는 메디슨 스퀘어 가든에서 To The 5 Boroughs 투어 콘서트를 열게 되었다.
이 콘서트는 2005년까지 이어졌으며 2005년 이 후에는 콘서트를 끝내고
2006년에는 또 다른 앨범 작업에 돌입하고, VH1에서 정하는 힙합Honors 에 이름을 올리기도 했다.“The Beastie Boys Tribute P Diddy Live at The VH1 Rap Honors HD”. 2009년 10월 5일. 2014년 1월 25일에 확인함.
그리고 2007년 앨범이 나왔는데 이 앨범은 The Mix Up이란 앨범으로 예전처럼 힙합 앨범이 아닌 Instrumental로만 된 앨범이었다.
이 앨범은 비스티 보이스가 만든 최초의 연주곡만 수록된 음반이다.
2007년에는 The Mix-Up 투어 콘서트를 열게 되고, 기한은 2008년까지 이어졌다. 이 앨범은 비스티 보이스에게 2008년 열린 그래미 상에서 최우수 팝 연주 앨범상을 안겨 주었다.

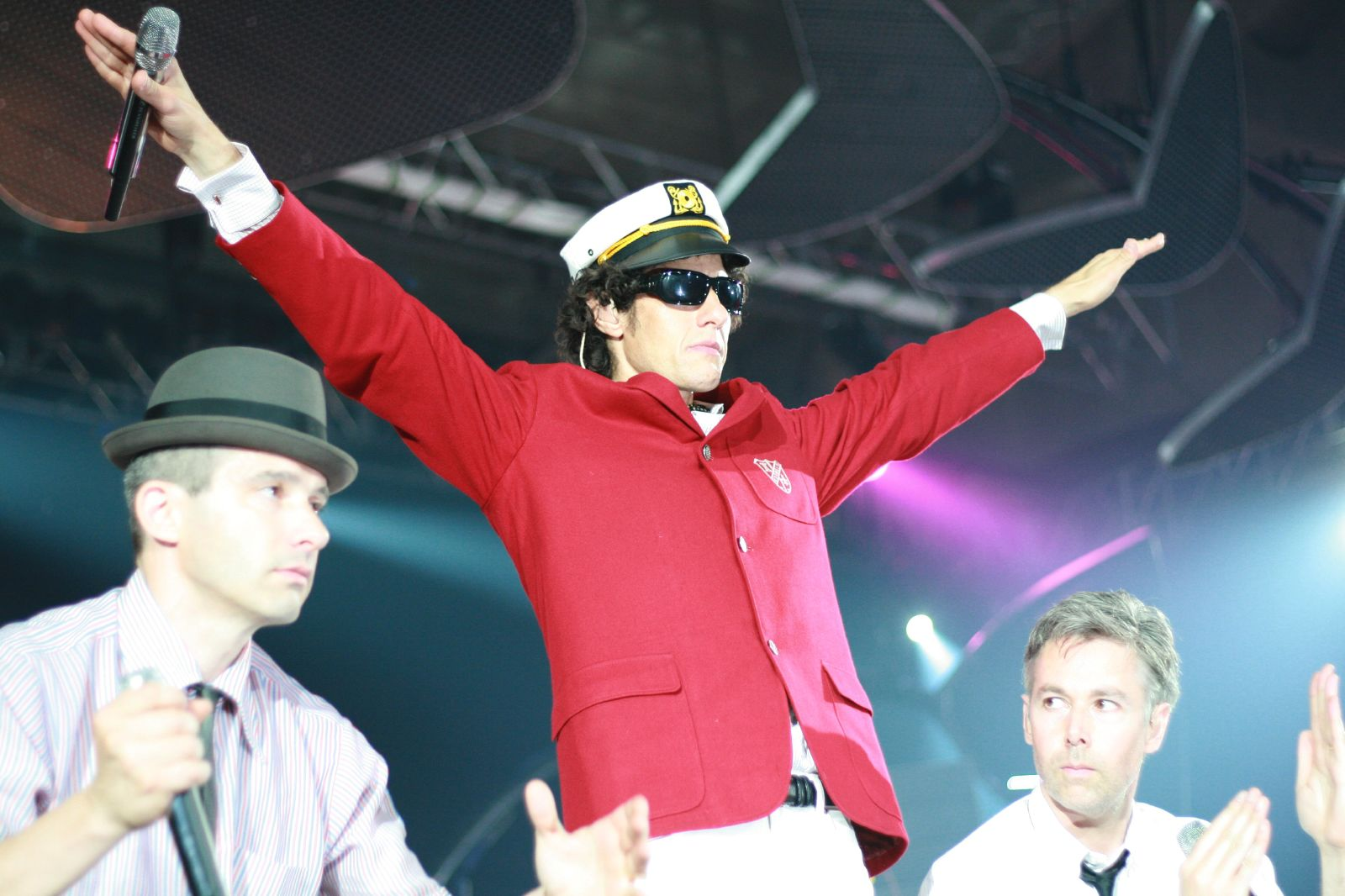
Beastie Boys Concert Tour (2007)

2008년~2009년까지는 7집 앨범 작업에 돌입하며 콘서트를 열고 다니기도 했다. 그리고 2009년에 앨범을 발표하고 활동을 하려했으나 멤버 Mca의 침샘암 발병으로 인해 공식사이트에서 앨범 작업을 미루게 됐다고 얘기를 하고 활동을 중단한다. (원래는 롤라팔루자에도 참석하려 했으나 Mca의 암투병으로 인해 취소가 되기도 했다.)
그러다 항암 치료를 하던 Mca가 2011년에 비스티 보이스 앨범 작업에 돌입하며 2011년 7집 앨범이 나온다.
7집 앨범은 Hot Sauce Committee Part Two이다.
정규 트랙은 16개이고, 아이튠스 보너스 트랙 2개와, LP 보너스 트랙 1개 일본에서 발매된 보너스 트랙 1개가 추가로 있다.
이 앨범은 빌보드 앨범차트 1위를 기록하고, 많은 인기를 얻게된다.
이 앨범으로 인해 사라져 가던 올드 스쿨 힙합에 희망의 불을 지피기도 하였다.
그리고 2012년 로큰롤 명예의 전당에 헌액되기도 했다. 하지만 헌액 당시 Mca가 침샘암이 갑자기 악화되어 참석을 못하게 되고 팬들의 걱정을 사게 되었다. 그로부터 한 달 뒤 5월, 세상을 떠나게 되었다.
결국 2012년 Mca의 죽음으로 비스티 보이스의 활동은 끝나게 되었다.
2012년 이 후에는 멤버들 모두가 단체 활동이 아닌 개인 활동만 이어가는 중이다.

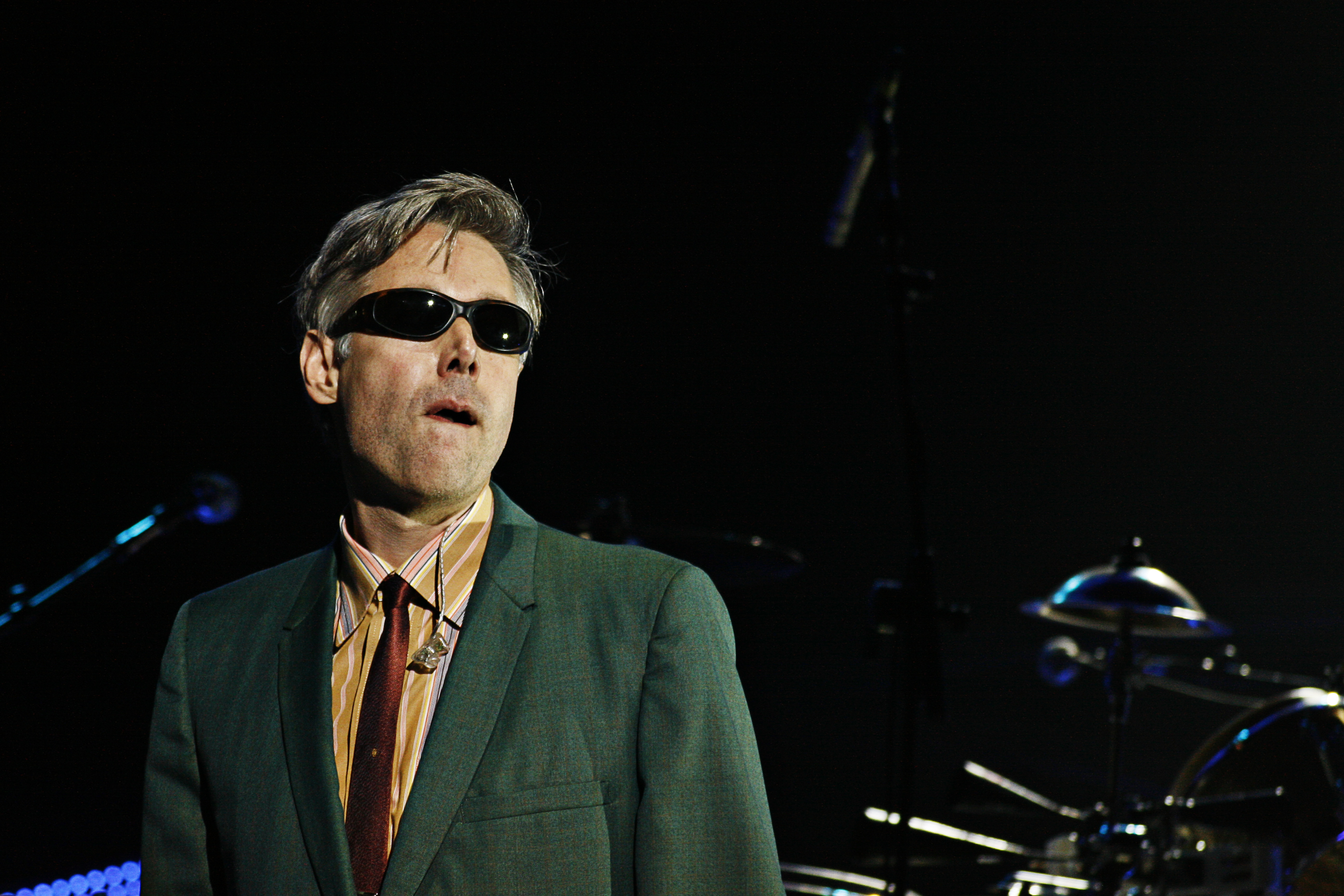
Adam Yauch (1964~2012)

## 음반 목록
- Licensed to Ill (1986)
- Paul's Boutique (1989)
- Check Your Head (1992)
- Ill Communication (1994)
- Hello Nasty (1998)
- To the 5 Boroughs (2004)
- The Mix-Up (2007)
- Hot Sauce Committee Part Two (2011)

## 상과 수상 후보
그래미 어워드
| 년도 | 후보 작품                          | 상                                     | 결과 |
| ---- | ---------------------------------- | -------------------------------------- | ---- |
| 1992 | Check Your Head                    | Best Rap Performance by a Duo or Group | 후보 |
| 1995 | "Sabotage"                         | Best Hard Rock Performance             | 후보 |
| 1999 | "Intergalactic"                    | Best Rap Performance by a Duo or Group | 수상 |
| 1999 | Hello Nasty                        | Best Alternative Performance           | 수상 |
| 2001 | "Alive"                            | Best Rap Performance by a Duo or Group | 후보 |
| 2005 | "Ch-Check It Out"                  | Best Rap Performance by a Duo or Group | 후보 |
| 2005 | To The 5 Boroughs                  | Best Rap Album                         | 후보 |
| 2008 | "Off the Grid"                     | Best Pop Instrumental Performance      | 후보 |
| 2008 | The Mix-Up                         | Best Pop Instrumental Album            | 수상 |
| 2010 | "Too Many Rappers" (featuring Nas) | Best Rap Performance by a Duo or Group | 후보 |

MTV 비디오 뮤직 어워드
| 년도 | 후보 작품         | 상                                          | 결과 |
| ---- | ----------------- | ------------------------------------------- | ---- |
| 1994 | "Sabotage"        | Video of the Year                           | 후보 |
| 1994 | "Sabotage"        | Best Group Video                            | 후보 |
| 1994 | "Sabotage"        | Breakthrough Video                          | 후보 |
| 1994 | "Sabotage"        | Best Direction in a Video                   | 후보 |
| 1994 | "Sabotage"        | Viewer's Choice                             | 후보 |
| 1998 | Beastie Boys      | Video Vanguard Award                        | 수상 |
| 1999 | "Intergalactic"   | Best Hip-Hop Video                          | 수상 |
| 2009 | "Sabotage"        | Best Video (That Should Have Won a Moonman) | 수상 |
| 2011 | "Make Some Noise" | Video of the Year                           | 후보 |
| 2011 | "Make Some Noise" | Best Direction (Director: Adam Yauch)       | 수상 |

MTV 유럽 뮤직 어워드
| 년도 | 후보 작품         | 상           | 결과 |
| ---- | ----------------- | ------------ | ---- |
| 1994 | Beastie Boys      | Best Group   | 후보 |
| 1998 | "Intergalactic"   | Best Video   | 후보 |
| 1998 | "Hello Nasty"     | Best Album   | 후보 |
| 1998 | Beastie Boys      | Best Group   | 후보 |
| 1998 | Beastie Boys      | Best Rap     | 수상 |
| 1999 | Beastie Boys      | Best Hip-Hop | 후보 |
| 2004 | Beastie Boys      | Best Group   | 후보 |
| 2004 | Beastie Boys      | Best Hip-Hop | 후보 |
| 2011 | "Make Some Noise" | Best Video   | 후보 |

## 필모그래피
- 크러쉬 그루브 (1985)
- Tougher Than Leather (1988)
- Awesome; I Fuckin' Shot That! (2006)
- 파이트 포 유어 라이트 리비지티드 (2011)